# جاله عالي أحمدان
 جاله عالی احمدان  (بالفارسية: روستاى چاله عالی احمدان ) قرية صغيرة تـتبع بلدة جناح (بالفارسية: بخش جناح ) من توابع مدينة بستك وتقع في محافظة هرمزگان في جنوب غرب إيران، تبعد عن قرية داربست 9 كيلومترات، وتقع في غرب قرية كجويه بمسافة 6 كيلومترات.إحدى قرى « إقليم فرامرزان».

## حدود قرية جاله عالی احمدان
حدود قرية جاله عالی احمدان: من الشمال نهر مهران، ومن الجنوب «کوه داربست»، ومن الغرب قرية كجويه، ومن الشرق تنتهي بـقرية كهتويه.

## السكان
يبلغ عدد سكان هذه القرية حسب تعداد السكان لعام 2006 للميلاد، (652) نسمه تشكل (53) عائلة، من أهل السنة والجماعة وعلى المذهب الشافعي. يتكلمون اللغة الفارسية باللهجة المحلية، القرية بها مسجد، ومدرسة ابتدائية مشتركة، وبرك لحفظ مياه الأمطار، إذا سالت الأودية أيام هطول الأمطار الموسمية، وفي حدود 1000 نخلة مثمرة، وأراضي خصبة تزرع فيها البر والشعير.

## وصلات خارجية
- التقسيمات الادارية لمحافظة هرمزگان